# Josep Maria Solé i Sabaté
Josep Maria Solé i Sabaté (Lleida, 1950) és un historiador català, especialitzat en la Guerra civil espanyola i la seva postguerra. També ha dirigit i presentat programes de ràdio i televisió, amb tertúlies sobre l'actualitat o sobre la història recent de Catalunya.

## Biografia
És catedràtic en història contemporània per la Universitat de Barcelona i llicenciat en filosofia. Va ser professor d'Història contemporània a la Universitat Autònoma de Barcelona. És autor de 14 llibres sobre la Guerra Civil i la postguerra. Va obtenir el Premi de Recerca del Congrés de Cultura Catalana. Va ser delegat del Centre d'Història Contemporània de Catalunya en la recuperació de la documentació catalana a l'exili (1985-1991).
Va ser el primer director del Museu d'Història de Catalunya, entre el 1996 i el 2000. L'any 2006 la Generalitat el va nomenar coordinador general del Consorci Memorial dels Espais de la Batalla de l'Ebre. El 10 d'octubre de 2011 va ser nomenat director de l'Institut d'Estudis Ilerdencs, en substitució d'Albert Turull.
Va ser el director i presentador del programa de ràdio Postres de músic, un programa de tertúlies sobre l'actualitat política i cultural de Catalunya a Catalunya Ràdio, fins que el van fer fora, l'any 2004. El 2009 torna a Catalunya Ràdio com a col·laborador del programa En guàrdia.
Fou cosí de l'activista Oriol Solé Sugranyes, mort l'any 1976 durant l'escapada de la presó de Segòvia

## Publicacions destacades
- Cronologia de la repressió de la llengua i la cultura catalanes (1936-1975), junts amb Joan Villarroya i Font, (1993)[8]
- Història de la Generalitat de Catalunya i els seus presidents.
- «Sine ira et studio (Tàcit, “sense ira ni parcialitat”)» (2008)[9]